# فرانك جيوريس
فرانك جيوريس (بالإنجليزية: Frank Jurić)‏ (28 أكتوبر 1973 أستراليا - ) هو لاعب كرة قدم أسترالي، شارك في الألعاب الأولمبية الصيفية 1996.

## روابط خارجية
- فرانك جيوريس على موقع قاعدة بيانات كرة القدم.إي يو (الإنجليزية)
- فرانك جيوريس على موقع بيانات كرة القدم. دي إي (الألمانية)
- فرانك جيوريس على موقع ناشيونال فوتبول تيمز (الإنجليزية)
- فرانك جيوريس على موقع عالم كرة القدم.نت (الإنجليزية)
- فرانك جيوريس على موقع أوليمبيديا (الإنجليزية)
- فرانك جيوريس على موقع اللجنة الأولمبية الأسترالية (الإنجليزية)